# 博爾尼低線鱲
博爾尼低線鱲（学名：Barilius borneensis）为輻鰭魚綱鯉形目鲤科低線鱲屬的一個種，該物種分布於亞洲婆羅洲西部，體長可達3.8公分，棲息在中底層水域。
其种加词“borneensis”意为“婆罗洲的”。